# 董学升
董学升（1989年5月22日—），是中国职业足球运动员，籍貫廣東省潮州市。主要司职前锋，目前被中超球队河北华夏幸福外借至武漢卓爾。

## 俱乐部生涯
2009年4月7日，董学升替补出场第一次代表上海申花参加正式比赛，帮助球队战胜了韩国联赛冠军水原三星。4月17日，他又代表球队首发出场击败了深圳队，获得了第一次联赛比赛经验。9月，他又入选了刘春明执教下的第一期国奥队集训名单。10月31日，他在联赛最后一轮对阵长沙金德的比赛中鱼跃冲顶破门，取得了自己首个正式比赛进球。
2010年中超联赛第四轮上海申花对阵天津泰达的比赛，董学升取得个人联赛第二个进球帮助球队客场2-0获胜。
2011年董学升在上半程的联赛只为上海申花替补上场一次，但在代表國奧隊的比賽中被深圳紅鉆主帥特魯西埃看中，遂在同年7月的球员二次转会中，深圳红钻宣布与董学升签定了租借合同，租借期为半年。同年7月10日，董学升在深圳红钻1比2不敌天津泰达的比赛中替补柳超出场，首次代表深圳队亮相。8月21日，董学升上演个人职业生涯首个帽子戏法，帮助深圳红钻在中超联赛中首次战胜大连实德。虽然董学升在2011下半赛季出场16次，并取得5个进球，但仍然无法帮助深圳队保级成功，深圳以联赛最后一名的成绩降级至中甲联赛。
2012年董学升一度被上海申花以合同中的優先續約條款所限，差點未能加盟早就草簽合同并跟訓的大連阿爾濱。在首次大連德比中，董学升替補出場并再一次攻破大連實德的球門。
2013年初，机会有限的董学升一度接近重返深圳红钻，因无法负担大连阿尔滨为其标价三百万的转会费而告吹。之后，他前往另一支中超球队广州富力试训，并被认为有望在转会窗关闭前压哨加盟。不过在2014年2月28日下午，广州富力的同城对手广州恒大突然宣布签约董学升。2014年3月8日，董学升在2014赛季中超首轮广州恒大3比0击败河南建业的比赛中首发出场，首次代表广州恒大亮相。他在第71分钟接反越位成功的郜林横传，中路推射空门得分，将场上比分改写为3比0，这也是他加盟球队的第一个进球。

## 国家队生涯
2014年6月18日，董学升在中国2比0击败马其顿的友谊赛第86分钟替补俱乐部队友郜林出场，上演成年国家队首秀。